# Hans Erwin von Spreti-Weilbach
Le comte Hans Erwin von Spreti-Weilbach, né le 24 septembre 1908 à Karlsruhe et mort assassiné le 30 juin 1934  à la prison de Stadelheim de Munich, est un responsable nazi qui avait des fonctions dirigeantes au sein des SA. Il est l’une des victimes de la nuit des Longs Couteaux.